# Малнів
Малнів, колишня назва Мальнів  — село Яворівський району Львівської області.

## Назва
У 1992 р. назву села Мальнів було змінено на одну літеру.

## Історія
На території села виявлено поселення періоду кам'яної доби та трипільської культури (Палашова гора, Попова гора), знайдено також залишки печей, які свідчать про наявність тут виплавки руди (урочища Рудачка, Сивиця, Дубина). Перша письмова згадка про село сягає 1446 року. 
В 1919  окуповане Польщею в складі якої знаходилось до 1939.
Після розподілу Польщі Німеченою і СРСР, село входило в склад УРСР. З 1991 в складі Незалежної України.

## Географічні дані
Налічується 817 мешканців. Біля села протікає річка Вишня. Її русло було вкрите лісами та болотами, річка не мала стабільного русла і під час повені розливалася, підмиваючи численні дерева, які росли в лісах біля ріки.

## Релігійні пам'ятки
У селі є храм святої мучениці Параскеви. Перша згадка про її існування сягає 1507 р. Є згадки і про існування в селі монастиря. Попередня дерев’яна церква була споруджена, як визначив дослідник Михайло Драґан, на початку XVII ст. (серед похоронних написів на її стінах найдавніший датувався 1665 p.). У 1711 р. церкву перебудував майстер Василь Колтика з Серн. У 1895 р. поряд розпочалося будівництво нової мурованої церкви за проєктом і під наглядом Василя Нагірного. Ця церква, що існує до сьогодні — хрещата в плані з укороченими боковими раменами, завершена на восьмибічнику середхрестя шоломовою банею з ажуровим ліхтарем, завершеним маківкою. Освячена вона у 1898 р., а стару церкву залишено як пам’ятку. У 1905 р. її відреставровано на кошт держави. Частково ушкоджена під час воєнних дій першої світової війни, відреставрована у 1929 р. Це була тризрубна триверха церква. Високу наву вінчала цибуляста баня на низенькому світловому восьмерику, вівтар і бабинець вкривали шоломові бані на низьких восьмериках. До бабинця з заходу прилягала триярусна стовпова дзвіниця, вкрита наметовим верхом. Ця пам’яткова церква занепала під час другої світової війни. У 1957 р. ще стояла нава без бані і вівтар. Остаточно зруйнована на початку 1960-х pp. 

З села походить ікона кінця XV ст. «Апостоли Петро і Павло», яка від 1915 року зберігається у колекції Національного художнього музею України, а також ікона Богородиця одигітрія з апостолами XV ст.

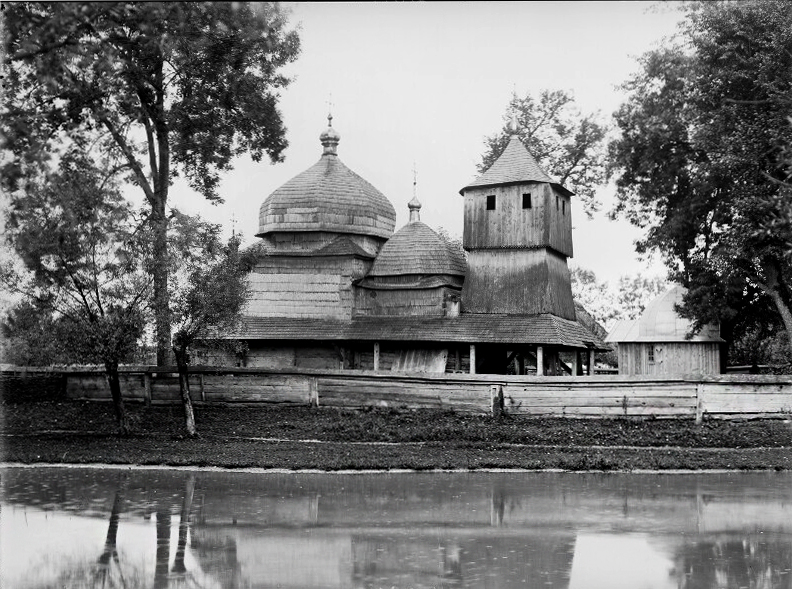
Стара церква св. Параскеви XVII ст. (вигляд з боку ставка)
Зворотна сторона церкви (2017)

## Відомі люди
- Федина Ярослав Іванович — український політик і медик.

## Ресурси в Інтернеті
- Неофіційний сайт села Малнів — Malniv.eu.org

| Україна | Це незавершена стаття з географії України. Ви можете допомогти проєкту, виправивши або дописавши її. |